# ريتا كامارنيرو
آنا ريتا كامارنيرو منديس (بالإنجليزية: Rita Camarneiro)‏، من مواليد 15 يناير 1988، هي فنانة كوميدية، ومقدمة برامج تلفزيونية برتغالية. وقبل أن تُباشر في مسيرتها المهنية الحالية، تحصلت على درجة الماجستير في علم النفس في جامعة كويمبرا.

## سيرة ذاتية
بدأت حياتها المهنية في التلفزيون في هيئة البث العامة للخدمة في البرتغال. هناك، قامت بعمل كوميديا ارتجالية، وأيضًا، عملت ككاتبة سيناريو لبرامج حوارية، كما قامت بكتابة سيناريو الفيلم التلفزيوني النفوس المعاقبة (Almas Penadas) في عام 2012. ولعبت دورًا في فيلم (Mau Mau Maria)،هو فيلم كوميدي من إنتج عام 2014.

## روابط خارجية
- ريتا كامارنيرو على موقع IMDb (الإنجليزية)
- ريتا كامارنيرو على موقع قاعدة بيانات الفيلم (الإنجليزية)